# 金子大栄
金子 大榮（かねこ だいえい、1881年〈明治14年〉5月3日 - 1976年〈昭和51年〉10月20日）は、日本の明治～昭和期に活躍した真宗大谷派僧侶、仏教思想家。前近代における仏教・浄土真宗の伝統的な教学・信仰を、広範な学識と深い自己省察にもとづく信仰とによって受け止め直し、近代思想界・信仰界に開放した。

## 経歴
1881年、新潟県高田の真宗大谷派最賢寺に生まれる。1899年、真宗京都中学（現・大谷高等学校）を卒業。1901年、京都より東京に移転開校した真宗大学（現・大谷大学）予科に入学、初代学長であった清沢満之の影響を受ける。1904年、同卒業。以後、新潟に帰郷し、寺務に従事しつつ処女作『真宗の教義と其の歴史』を執筆。1911年以後、真宗大学の京都移転に反対して辞職・帰郷していた同郷の曽我量深と親交を深めた。
1915年、上京し清沢満之が創刊した仏教普及誌『精神界』の編集責任者となり、暁烏敏・佐々木月樵に代わり主筆を務めた。1916年、東洋大学教授となる。翌年、大谷大学教授に任じられ京都に移るが、1925年、著書『浄土の観念』の内容が異安心とされ、1928年、同大学教授を辞任した。
その後も自説を堅持し、1930年から3年間、広島文理科大学（現・広島大学）専任講師を務めた後、1933年、左京区鹿ケ谷に、教え子である安田理深・松原祐善・山崎俊英らと興法学園を開設した。1942年、大谷大学教授に復職。1944年には、 真宗大谷派最高の学階である講師を授与された。1951年、同大学名誉教授。1963年、真宗大谷派宗務顧問となる。1967年、勲三等瑞宝章受章。

## 法語集
- 自の喜びの深さは、他の喜びとなれることを知るところにあるようである。随喜されない喜びは眞の喜びではない。(『口語譯・教行信証』信の巻　領解)
- 悲しみは悲しみを知る悲しみに救われ、涙は涙にそそがれる涙にたすけらる。(『歎異抄領解』)
- やり直しのきかぬ人生であるが、見直すことができる。
- 花びらは散っても花は散らない　形は滅びても人は死なぬ。
- お念仏とは自分を発見する場所である。
- わが日本人においては、陛下の御名において、その実の御徳が全現しておるのであります。それ故に国民は、陛下の御名において生き、陛下の御名において死することができるのであります。（『正法の顕現』）

※末尾に括弧のない句は、「しんらんWEB 法話集」より転載

## 主要な著書
- 真宗の教義及其歴史（無我山房、1915年）
- 仏教概論（岩波書店、1919年）
- 真宗学序説（文献書院、1923年）
- 宗教生活とその純化（広島高等師範仏教青年会、1923年）
- 浄土の観念（文栄堂、1925年）
- 真宗に於ける如来及浄土の観念（述）（真宗学研究所、1926年）
- 教行信証の概要（岩波書店、1927年）
- 大無量寿経の概要（文栄堂書店、1930年）
- 信珠院順芸師宗典研究－称名信楽二願希決・読言南無者釈－（校訂）（興法学園、1932年）
- 観無量寿経阿弥陀経概要（文栄堂書店、1936年）
- 人生のゆくへ（金子大栄師著述刊行会、1936年）
- 本願の宗教（信道会館、1937年）
- 日本仏教史観（岩波書店、1940年）
- 三経義疏と日本仏教（内閣印刷局、1940年）
- 親鸞教の研究（第一書房、1943年）
- 正信偈講話（全人社、1947年）
- 大無量寿経講話（上・下）（全人社、1947年）
- 観無量寿経講話（上・下）（全人社、1948年）
- 華厳経概説（全人社、1948年）
- 教行信証の研究（岩波書店、1956年）
  - 校訂 教行信証（岩波文庫）、ワイド版1991年
  - 口語訳 教行信証（法蔵館、1961年、新装版2021年）
- 尊号真像銘文講話（上・下）（あそか書林、1958年）
- 浄土三部経と浄土論の概要（文栄堂書店、1963年）
- 親鸞著作全集（編）（法藏館、1964年）
- 教行信証総説（百華苑、1964年）
- 晩学聞思録（在家仏教協会、1968年）
- 和讃日日（正・続）（東本願寺難波別院、1973年）
- くずかご（文栄堂書店、1978年）

### 著作集
- 金子大栄選集 20巻・続巻3巻（在家仏教協会、1956～61年）
- 金子大栄講話集　5巻（法藏館、1971～77年）
- 金子大栄随想集 10巻（雄渾社、1972～74年）
- 金子大栄著作集 12巻・別巻4（春秋社、1977～86年）

### 論文
- CiNii>金子大栄
- INBUDS>金子大栄